# Nihonmatsu Yoshikuni
Nihonmatsu Yoshikuni (二本松義国?; 1521 – 1580) è stato un samurai giapponese del periodo Sengoku, XIII capo del ramo Nihonmatsu-Hatakeyama della provincia di Mutsu.
Conosciuto anche come Hatakeyama Yoshikuni era figlio di Nihonmatsu Yoshiuji a cui succedette nel 1547. Dopo la fine della guerra Tenbun, durante la quale riuscì a rimanere neutrale, mediò una disputa tra i confinanti clan degli Ashina e Tamura.
Successivamente si scontrò con il clan Ashina numerose volte.